# Teatro Titano
El Teatro Titano es el teatro más importante de la República de San Marino, fue restaurado por el Partido Fascista sanmarinense, con gran parte del dinero de la Italia fascista. El trabajo de reconstrucción comenzó en 1936 bajo la dirección de Gino Zani y fue inaugurado solemnemente en la presencia del Capitanes Regente el 3 de septiembre de 1941. Se compone de dos filas de palcos que rodean a la audiencia. En el centro de la primera fila esta el Palco de la Regencia, que sirve para dar cabida a los Capitanes Regentes. Arriba está el Loggione. El escenario está decorado con figuras en relieve que narran la historia de la República desde sus orígenes. La cúpula de la sala está decorada con los escudos de armas de los castillos de San Marino.